# Ихан
Ихан (словен. Ihan) је насељено мјесто у општини Домжале, Средњесловенска регија, Словенија.

## Историја
До територијалне реорганизације у Словенији био је у саставу старе општине Домжале.

## Становништво
У попису становништва из 2011. године, Ихан је имао 784 становника.
| Број становника према пописима | Број становника према пописима | Број становника према пописима |
| ------------------------------ | ------------------------------ | ------------------------------ |
| 1991                           | 2002                           | 2011                           |
| 640                            | 701                            | 784                            |

Напомена: Године 2006. извршена је мања размена територије између насеља Ихан и Прелог.